# Довбня Олег Олександрович
Оле́г Олекса́ндрович До́вбня (нар. 23 червня 1993, Кременчук, Полтавська область — 25 березня 2016, Авдіївка, Донецька область) — солдат Збройних сил України,  десантник, старший розвідник- оператор 2-го розвідувального взводу 90-го окремого десантно-штурмового батальйону 81-ї аеромобільного бригади, учасник АТО. Позивний - «Псих». .

## Життєпис
Народився 1993 року в місті Кременчук (Полтавська область). Захоплювався боксом, закінчив кременчуцький колегіум № 25, вечірню школу № 3, Кременчуцький професійний ліцей нафтопереробної промисловості № 19, здобув професію штукатура-лицювальника та плиточника. 
У 2011 році проходив військову службову в Кам'янці-Подільському, в/ч 1107. Демобілізувався, працював у приватному охоронному агентстві.
13 серпня 2015 року мобілізований; солдат, старший розвідник-оператор 2-го розвідувального підрозділу, 90-й окремий десантний штурмовий батальйон «Житомир». Зі слів бійців та командування батальйону під час активних бойових дій Олег вів себе героїчно та постійно знаходився на найбільш загрозливих напрямках.
25 березня 2016-го загинув під час інтенсивного обстрілу терористами в промзоні Авдіївки. Олег того дня заступив на чергування — спостережний пост та під час обстрілу не покинув пост, продовжував вести спостереження за ворогом, який розпочав наступальні дії. Олег був смертельно поранений осколком від міни у шию та помер на руках у побратима від стрімкої втрати крові. 
30 березня 2016 року похований у секторі героїв АТО Свіштовського кладовища міста Кременчука. Колона комунальної техніки з КАТП-1628, де працює батько Олега, прощалася з Героєм під гудіння сирен.
Залишився батько Олександр Миколайович, дідусь та бабуся.

## Нагороди
- указом Президента України № 506/2016 від 16 листопада 2016 року «за особисту мужність і високий професіоналізм, виявлені у захисті державного суверенітету та територіальної цілісності України, вірність військовій присязі» — нагороджений орденом «За мужність» III ступеня (посмертно)[4].
- відзнакою Президента України «За участь в антитерористичній операції» (2017, посмертно)[5]

## Вшанування пам'яті
- 19 жовтня 2017 року на фасаді Кременчуцького ліцею № 25 «Гуманітарний колегіум» встановлена меморіальна дошка Олегу Довбні[6][7].